# Джондер Кадіс
Джондер Кадіс (ісп. Jhonder Cádiz; нар. 29 липня 1995, Каракас) — венесуельський футболіст, нападник мексиканського клубу «Леон» та національної збірної Венесуели. Відомий за виступами в низці венесуельських та закордонних клубів. Володар Суперкубка Португалії.

## Клубна кар'єра
Джондер Кадіс народився 1995 року в Каракасі, та є вихованцем футбольної школи клубу «Депортіво Петаре». Дорослу футбольну кар'єру розпочав 2012 року в основній команді того ж клубу, в якій грав до 2013 року, взявши участь у 3 матчах чемпіонату. У 2013 році футболіст став гравцем клубу «Каракас», у складі якого грав до 2015 року, та став гравцем основного складу. У 2015 році керівництво клубу віддало Кадіса в оренду до португальського клубу «Уніан Мадейра», де він грав до 2016 року. У 2016—2018 роках венесуельський нападник вже на правах постійного контракту грав за португальські клуби «Насіунал» і «Морейренсе».
У 2018 році Джондер Кадіс повернувся на батьківщину, де став гравцем клубу «Монагас», проте вже за півроку став гравцем португальського клубу «Віторія» (Сетубал). У 2019 році венесуельський футболіст перейшов до одного з найсильніших португальських клубів «Бенфіка», в якому став володарем Суперкубка Португалії. Проте до основного складу Кадіс не пробився, і керівництво клубу віддало футболіста в оренду, спочатку до французького клубу «Діжон», а пізніше до клубу МЛС «Нашвілл».
У 2022—2024 роках Кадіс грав у складі португальського клубу «Фамалікан». З 2024 року венесуельський футболіст грає у складі мексиканського клубу «Леон».

## Виступи за збірні
У 2011 році Джондер Кадіс дебютував у складі юнацької збірної Венесуели, загалом на юнацькому рівні взяв участь у 8 іграх. 2013 року футболіст залучався до складу молодіжної збірної Венесуели. На молодіжному рівні зіграв у 4 офіційних матчах.
У 2018 році Джондер Кадіс дебютував у складі національної збірної Венесуели. У складі збірної був учасником розіграшу Кубка Америки 2021 року у Бразилії, розіграшу Кубка Америки 2024 року у США. Станом на кінець жовтня зіграв у складі національної збірної 13 матчів, у яких відзначився 1 забитим м'ячем.

## Титули і досягнення
- Володар Суперкубка Португалії (1):

«Бенфіка»: 2019